# Hama
Ḥamā (in arabo حماة‎?) è una città della Siria centrale, di circa 350 000 abitanti (al censimento 2004), a poco più di 50 km a nord di Homs e a poco più di 150 km a sud di Aleppo. Nell'antichità è stata conosciuta per molto tempo come Epifania di Siria.

## Storia
Attraversata dal fiume Oronte (in arabo Nahr al-'Āṣī ), Ḥamā fu dominata nell'XI secolo a.C. dagli Hittiti prima di diventare un importante centro arameo. È ricordata dall'Antico Testamento col nome di Hamath. Annessa dall'Assiria nell'VIII secolo a.C., nel II secolo a.C. Ḥamā vide trasformato il suo nome in Epiphania da Antioco IV Epifane. Conquistata nel VII secolo dagli Arabi musulmani, la città riprese il suo antico nome, entrando a far parte del jund di Homs, l'area preferita d'insediamento delle popolazioni sud-arabiche.
La città cadde sotto il controllo hamdanide nel periodo in cui l'autorità califfale abbaside cominciava a scemare ed entrò quindi fra i possedimenti dei Mirdasidi e infine dei Selgiuchidi nell'XI secolo. Nel periodo dei confronti susseguenti alla morte del sultano selgiuchide Malik Shah I, Ḥamā fu occupata dall'atabeg Toghtigin e successivamente dalla dinastia buride di Damasco. Inglobata quindi da Norandino, la città divenne infine ayyubide nel 1174 per merito di Saladino, entrando nel gioco dei confronti armati fra Crociati e musulmani per il controllo della Terra santa.
Dopo il trapasso dei poteri fra Ayyubidi e Mamelucchi, la città seguì le vicende della regione siriana e della Mezzaluna Fertile dopo la caduta del sultanato mamelucco ad opera degli Ottomani, quando divenne capitale del liwā dipendente dall'eyalet di Tripoli del Libano. Gli abitanti di Hamā, quasi tutti sunniti, sono tra i più conservatori di tutta la Siria, e questo nel 1982 portò la città a essere il centro di una rivolta organizzata dai Fratelli musulmani contro il regime autoritario di Hafiz al-Asad, di religione alauita e di tendenze laicheggianti.
La rivolta fu stroncata nel sangue dal fratello del Presidente, Rifāʿat al-Asad, con l'uso di carri armati che circondarono Ḥamā. I morti furono tra i 10 000 e i 25 000, mentre i danni devastanti al patrimonio architettonico (a causa delle artiglierie usate senza alcuna remora dall'esercito) non sono perfettamente quantificabili.
Fra essi l'antica e grande moschea di età omayyade, che conservava uno dei più bei minbar lignei d'età mamelucca, e il cenotafio del sultano ayyubide al-Malik al-Muzaffar III (1284-1298). Non va dimenticata neppure la moschea al-Nūrī, fondata da Norandino, e la moschea al-Hayyāt, detta "dei serpenti" a causa della curiosa forma delle colonne della muṣallā (sala di preghiera), nei cui pressi è sepolto il grande storico siriano Abulfeda (Abū l-Fidā').
Nessun danno di rilievo ricevettero invece le famose "norie" che, dall'epoca seleucide, sollevano le acque dell'Oronte per condurle con apposite condotte aeree alle abitazioni della città e destinate anche all'irrigazione degli orti urbani.
Le norie oggi funzionano esclusivamente come attrazione turistica, essendo pressoché distrutte le strutture murarie che consentivano la distribuzione dell'acqua alle abitazioni e ai giardini; il loro spettacolo costituisce ancora motivo di diletto e di fascino per i visitatori, grazie anche al caratteristico cigolio delle ruote ad acqua che viene poeticamente definito "canto".
Fra le attività economiche della città continua ad avere una certa importanza la produzione artigianale di prodotti tessili di alto livello (sete, manufatti di cotone, ecc.). Negli ultimi decenni ha avuto un notevole sviluppo la metallurgia e l'industria dei materiali da costruzione (cemento in particolare).